# ألكسي بارسوف
ألكسي بارسوف Alexei Barsov (ولد في 3 أبريل 1966) لاعب شطرنج أوزبكي يحمل لقب أستاذ كبير.

## إنجازات
- فاز ببطولة أوزبكستان للشطرنج عام 2006، 2010.
- امتهن المحاماة، واحترف الشطرنج منذ أوائل التسعينات، وهو أحد أبرز اللاعبين في أوزبكستان.
- عمل لعدة سنوات مدرباً لبطل العالم سابقاً رستم كاسيمجانوف.
- فاز بدورة زيلاند المفتوحة في فليسنغن عام 1955.
- فاز بدورة بيروت المفتوحة للشطرنج عام 2011.
- فاز متعادلاً بالمركز الأول في كأس وسط آسيا للشطرنج مع سيميستي تولوغونتيجن عام 2012.
- لعب لأوزبكستان في أولمبياد الشطرنج أعوام 2000، 2004، 2006، 2008 و2010.
- لعب لعدة أندية شطرنج أوروبية منها واحد في الدوري الألماني للشطرنج.

## روابط خارجية
- ألكسي بارسوف على موقع الاتحاد الدولي للشطرنج (الإنجليزية)
- ألكسي بارسوف على موقع مباريات الشطرنج (الإنجليزية)
- ألكسي بارسوف على موقع 365Chess.com (الإنجليزية)
- ألكسي بارسوف على موقع Chesstempo.com (الإنجليزية)
- ألكسي بارسوف سجل أولمبياد الشطرنج على موقع OlimpBase.org (الإنجليزية)